# سوئد در المپیک تابستانی ۱۹۴۸

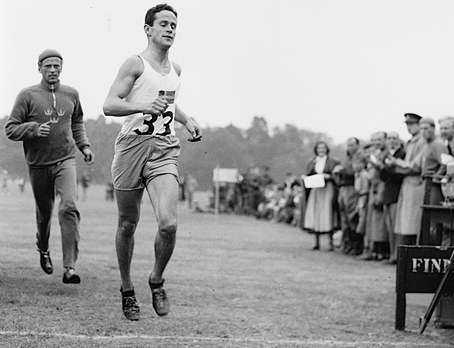
مسابقات دو استقامت

سوئد در بازی‌های المپیک تابستانی ۱۹۴۸ که در شهر لندن بریتانیای کبیر برگزار شد، کاروان سوئد با ۱۸۱ ورزشکار در این رقابت‌ها شرکت کرد و موفق به کسب ۴۴ مدال (۱۶ طلا، ۱۱ نقره، ۱۷ برنز) شد. در جدول رتبه‌بندی توزیع مدال‌ها، سوئد در ردهٔ ۲ مسابقات قرار گرفت.